# Calcinus laurentae
Calcinus laurentae är en kräftdjursart som beskrevs av Haig och McLaughlin 1984. Calcinus laurentae ingår i släktet Calcinus och familjen Diogenidae. Inga underarter finns listade i Catalogue of Life.